# Xã Scipio, Quận Meigs, Ohio
Xã Scipio (tiếng Anh: Scipio Township) là một xã thuộc quận Meigs, tiểu bang Ohio, Hoa Kỳ. Năm 2010, dân số của xã này là 1.318 người.